# 1982 en Norvège
Chronologie de la Norvège
- 1978
- 1979
- 1980
- 1981
- 1982
- 1983
- 1984
- 1985
- 1986

Cet article présente les faits marquants de l'année 1982 en Norvège ou relatifs à la Norvège.

## Gouvernance
- Olav V est roi de Norvège.
- Kåre Willoch est le chef du gouvernement.

## Événements
- Conflit d'Alta : la Cour suprême a statué en faveur du gouvernement au début de 1982, date à laquelle l'opposition organisée à la centrale a cessé. La construction de la centrale hydroélectrique Alta a été terminée en 1987.

## Sport
- Championnats du monde de ski nordique. L'édition 1982 s'est déroulée à Oslo (Norvège) du 19 février au 28 février.
- Les championnats d'Europe de gymnastique rythmique 1982, troisième édition des championnats d'Europe de gymnastique rythmique, ont eu lieu du 28 octobre 1982 au 31 octobre 1982 à Stavanger, en Norvège.
- La 8e édition des championnats d'Europe féminins de judo s'est déroulée du 12 au 14 mars 1982 à Oslo, en Norvège.
- La saison 1982 du Championnat de Norvège de football était la 20e édition de la première division norvégienne à poule unique, la Tippeligaen. Les 12 clubs jouent les uns contre les autres lors de rencontres disputées en matchs aller et retour.

## Culture
- Le Vol de l'aigle (Ingenjör Andrées luftfärd) est un film suédois, mais aussi allemand et norvégien, réalisé par Jan Troell, sorti en 1982. Il est une adaptation au cinéma du roman de Per Olof Sundman, Le Voyage de l'ingénieur Andrée[1].

## Naissances
- Naissance en Norvège en 1982

## Décès
- Décès en Norvège en 1982